# Говайнш-ду-Дору
Говайнш-ду-Дору (порт. Gouvães do Douro)  —  район (фрегезия) в Португалии,  входит в округ Вила-Реал. Является составной частью муниципалитета  Саброза. По старому административному делению входил в провинцию Траз-уж-Монтиш и Алту-Дору. Входит в экономико-статистический  субрегион Доуру, который входит в Северный регион. Население составляет 240 человек на 2001 год. Занимает площадь 6,30 км².